# Franz Falter
Franz Josef Falter (* 17. Jänner 1931 in Vichtenstein, Oberösterreich; † 16. Februar 2014) war ein österreichischer Organist.

## Leben
Falter wuchs in Schärding auf. Seinen ersten Orgelunterricht erhielt er im Stift Schlierbach. Er absolvierte ein Studium am Bruckner-Konservatorium in Linz sowie an der Musikhochschule Wien (Orgel Konzertfach bei Walter Pach (1904–1977), Cembalo bei Gustav Leonhardt, Kapellmeister bei Hans Swarowsky).
Falter war Lehrer für Orgel und Tonsatz am Diözesankonservatorium für Kirchenmusik der Erzdiözese Wien, Direktor einer Wiener Musikschule, rund 10 Jahre als Korrepetitor am Wiener Konzerthaus tätig und von 1960 bis 1990 Vertreter des Stephansdomorganisten. Er gab zahlreiche Orgelkonzerte im In- und Ausland, unter anderem in den Stiftskirchen Reichersberg, Wilhering und St. Florian.
Im Jahr 1985 wurde ihm durch den Bundespräsidenten Rudolf Kirchschläger der Berufstitel Professor verliehen. Begraben wurde Falter am 6. März 2014 auf dem Wiener Friedhof Südwest (Gruppe 39, Reihe 3, Nummer 11).